# Qatar ExxonMobil Open 2020
Qatar ExxonMobil Open 2020 byl tenisový turnaj mužů na profesionálním okruhu ATP Tour, hraný v areálu Khalifa International Tennis and Squash Complex na otevřených dvorcích s tvrdým povrchem Plexicushion. Konal se na úvod sezóny mezi 6. až 11. lednem 2020 v katarském hlavním městě Dauhá jako dvacátý osmý ročník turnaje.
Událost se řadila do kategorie ATP Tour 250 a její celkový rozpočet činil 1 465 260 dolarů. Nejvýše nasazeným hráčem ve dvouhře se stal šestnáctý tenista světa Stan Wawrinka ze Švýcarska, který dohrál v semifinále. Jako poslední přímý účastník do hlavní singlové soutěže nastoupil 69. hráč žebříčku, Brit Kyle Edmund.
Třetí singlový titul na okruhu ATP Tour získal Rus Andrej Rubljov, který se poprvé v kariéře posunul do elitní světové dvacítky. V sezóně 2020 se jednalo o jeho první z pěti trofejí. Čtyřhru ovládl indicko-nizozemský pár Rohan Bopanna a Wesley Koolhof, jehož členové odehráli první společný turnaj.

## Rozdělení bodů a finančních odměn

### Rozdělení bodů
| Soutěž  | vítězové | finalisté | semifinalisté | čtvrtfinalisté | 16 v kole | 32 v kole | Q  | Q2 | Q1 |
| ------- | -------- | --------- | ------------- | -------------- | --------- | --------- | -- | -- | -- |
| dvouhra | 250      | 150       | 90            | 45             | 20        | 0         | 12 | 6  | 0  |
| čtyřhra | 250      | 150       | 90            | 45             | 0         | —         | —  | —  | —  |

### Finanční odměny
| Soutěž                              | vítězové  | finalisté | semifinalisté | čtvrtfinalisté | 16 v kole | 32 v kole | Q2      | Q1      |
| ----------------------------------- | --------- | --------- | ------------- | -------------- | --------- | --------- | ------- | ------- |
| dvouhra                             | 227 930 $ | 126 160 $ | 71 030 $      | 40 425 $       | 23 190 $  | 13 560 $  | 6 625 $ | 3 445 $ |
| čtyřhra                             | 76 870 $  | 39 400 $  | 21 350 $      | 12 220 $       | 7 150 $   | —         | —       | —       |
| částka ve čtyřhře je uvedena na pár |           |           |               |                |           |           |         |         |

## Dvouhra mužů

### Nasazení
| Stát                             | Hráč               | ATP | Nasazení |
| -------------------------------- | ------------------ | --- | -------- |
| Švýcarsko                        | Stan Wawrinka      | 16. | 1.       |
| Rusko                            | Andrej Rubljov     | 23. | 2.       |
| Francie                          | Jo-Wilfried Tsonga | 29. | 3.       |
| Kanada                           | Milos Raonic       | 31. | 4.       |
| Srbsko                           | Laslo Djere        | 38. | 5.       |
| Srbsko                           | Filip Krajinović   | 40. | 6.       |
| Francie                          | Adrian Mannarino   | 43. | 7.       |
| USA                              | Frances Tiafoe     | 47. | 8.       |
| Žebříček ATP k 30. prosinci 2019 |                    |     |          |

### Jiné formy účasti
Následující hráčí obdrželi divokou kartu do hlavní soutěže:
- Marco Cecchinato
- Malek Džazírí
- Cem İlkel

Následující hráči postoupili z kvalifikace:
- Grégoire Barrère
- Márton Fucsovics
- Corentin Moutet
- Mikael Ymer

### Odhlášení
před zahájením turnaje
- Alexandr Dolgopolov → nahradil jej  Tennys Sandgren
- Richard Gasquet → nahradil jej  Kyle Edmund

## Mužská čtyřhra

### Nasazení
| Stát                                                                                      | Hráč           | Stát       | Hráč           | ATP | Nasazení |
| ----------------------------------------------------------------------------------------- | -------------- | ---------- | -------------- | --- | -------- |
| Chorvatsko                                                                                | Mate Pavić     | Brazílie   | Bruno Soares   | 39. | 1.       |
| Finsko                                                                                    | Henri Kontinen | Chorvatsko | Franko Škugor  | 52. | 2.       |
| Indie                                                                                     | Rohan Bopanna  | Nizozemsko | Wesley Koolhof | 52. | 3.       |
| Francie                                                                                   | Jérémy Chardy  | Francie    | Fabrice Martin | 59. | 4.       |
| Žebříček ATP k 30. prosinci 2019; číslo je součtem žebříčkového postavení obou členů páru |                |            |                |     |          |

### Jiné formy účasti
Následující páry obdržely divokou kartu do hlavní soutěže:
- Márton Fucsovics /  Fernando Verdasco
- Malek Džazírí /  Rashed Nawaf

Následující pár nastoupil z pozice náhradníka:
- Jegor Gerasimov /  Michail Kukuškin

### Odhlášení
před zahájením turnaje
- Fernando Verdasco

## Přehled finále

### Mužská dvouhra
- Andrej Rubljov vs.  Corentin Moutet, 6–2, 7–6(7–3)

### Mužská čtyřhra
- Rohan Bopanna /  Wesley Koolhof vs.  Luke Bambridge /  Santiago González, 3–6, 6–2, [10–6]